# Sarcococca coriacea
Sarcococca coriacea är en buxbomsväxtart som beskrevs av Robert Sweet. Sarcococca coriacea ingår i släktet Sarcococca och familjen buxbomsväxter. Inga underarter finns listade i Catalogue of Life.